# Winterband

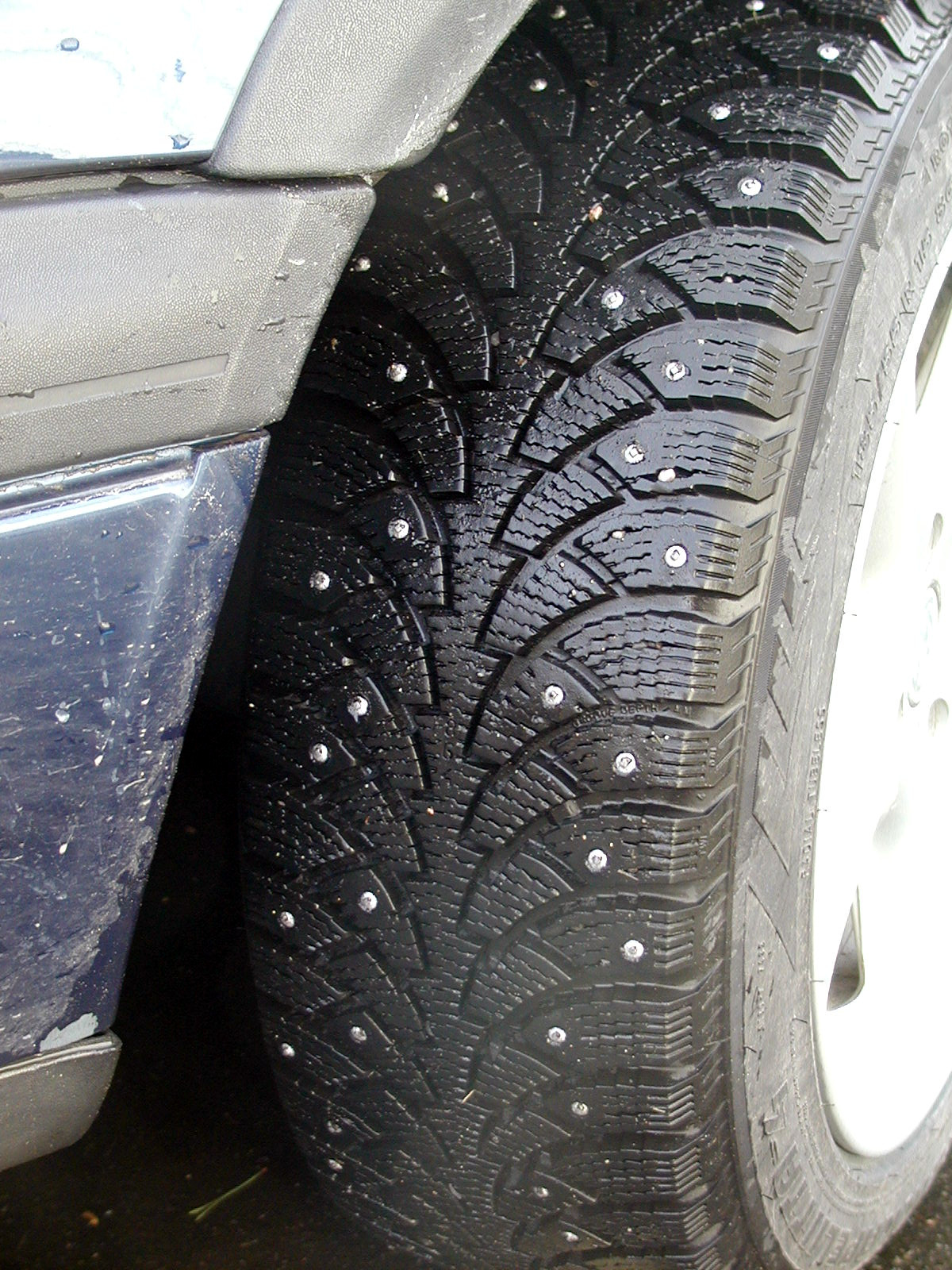
Winterband met spijkerbeslag

Een winterband is een autoband of fietsband die gemaakt is van een zachtere rubbersoort dan een doorsnee gebruiksband (zomerband) en is bedoeld voor rijden bij lagere temperaturen (onder 7°C). Het profiel van een winterband heeft zogenoemde lamellen, waardoor het profiel beter ingrijpt op de ondergrond en zo een betere grip geeft bij winterse omstandigheden als sneeuw. Om een winterband effectief te laten zijn, moet deze een profieldiepte van minimaal 4 mm hebben. Nieuwe winterbanden worden verkocht met profieldieptes van ca. 9 mm. De zachtere winterband slijt bij zomerse temperaturen iets sneller dan de hardere zomerband.
Banden met een 'M+S'-logo (Mud & Snow) zijn zogeheten Modder en Sneeuw-banden. Deze aanduiding is terug te vinden op all season-banden en 4×4-banden. Dit zijn geen 100% winterbanden, met een M+S/vierseizoenenband mag je echter niet door heel Europa rijden onder winterse omstandigheden. Het 'Berg met daarin een sneeuwvlok'-logo, ook wel bekend onder het letterwoord 3PMSF, is voor de Amerikaanse en Canadese wetgeving, maar ook voor de Europese. Alleen met dit logo mag de band gezien worden als winterband en kan deze band in de diverse landen gebruikt worden.
Winterbanden kennen net als "gewone" banden een snelheidslimiet die in categorieën is ingedeeld. Deze limiet wordt met een letter aangeduid, zie onderstaande tabellen:  
| A1 | A2 | A3 | A4 | A5 | A6 | A7 | A8 | B  | C  | D  | E  | F  | G  |
| -- | -- | -- | -- | -- | -- | -- | -- | -- | -- | -- | -- | -- | -- |
| 5  | 10 | 15 | 20 | 25 | 30 | 35 | 40 | 50 | 60 | 65 | 70 | 80 | 90 |

| J   | K   | L   | M   | N   | P   | Q   | R   | S   | T   | H   | V   | W   | Y   | ZR   |
| --- | --- | --- | --- | --- | --- | --- | --- | --- | --- | --- | --- | --- | --- | ---- |
| 100 | 110 | 120 | 130 | 140 | 150 | 160 | 170 | 180 | 190 | 210 | 240 | 270 | 300 | >240 |

## Wetgeving betreffende winterbanden in Europa
Het gebruik van winterbanden onder winterse omstandigheden is in Nederland en België niet verplicht, in tegenstelling tot bijvoorbeeld Duitsland, Frankrijk en Luxemburg. Het gebruik van sneeuwkettingen of spijkerbanden is op de Nederlandse wegen verboden.
Het overzicht hieronder vermeldt in welke Europese landen winterbanden verplicht zijn en in welke periode:
- Bosnië-Herzegovina: verplicht van 15 november (15 oktober in het noorden) tot en met de 1e zondag na Pasen
- Bulgarije: verplicht van november tot maart
- Duitsland: verplicht bij winterse omstandigheden, geen vaste periode
- Estland: verplicht tussen 01-12 en 01-03
- Finland: verplicht tussen 01-12 en 28-02
- Frankrijk: verplicht in bergachtig gebied van 1 november tot 1 april.
- IJsland: verplicht van 01-11 t/m 15-04
- Italië: verplicht van 15-11 t/m 15-04 in het gehele land en vanaf zomer 2014 verboden (categorie L t/m Q) tussen 16 mei en 14 oktober.
- Letland: verplicht van 01-12 t/m 15-03
- Litouwen: verplicht van 10-11 t/m 01-04
- Luxemburg: verplicht bij winterse omstandigheden
- Macedonië: verplicht van 15-11 t/m 15-03
- Montenegro: verplicht van 15-11 t/m 31-03
- Oostenrijk: verplicht bij winterse omstandigheden van 01-11 t/m 15-04
- Roemenië: verplicht van 01-11 t/m 31-03
- Servië: verplicht van 01-11 t/m 01-04
- Slowakije: verplicht bij winterse omstandigheden
- Slovenië: verplicht van 15-11 t/m 15-03
- Tsjechië: verplicht bij winterse omstandigheden van 01-11 t/m 31-03
- Zweden: verplicht bij winterse omstandigheden van 01-12 t/m 31-03

Voor de landen Oekraïne, Zwitserland, Rusland, Polen, Noorwegen, Moldavië, Wit-Rusland geldt geen verplichting, maar worden winterbanden sterk aanbevolen bij winterse omstandigheden.